# Arpaia (cognome)
Arpaia è un cognome di lingua italiana.

## Varianti
Arpaio.

## Origine e diffusione
Cognome tipicamente campano, è presente prevalentemente nel napoletano.
Potrebbe derivare dal toponimo Arpaia o dalla stretta di Arpaia, dal calabrese arpaju, "arpione", e dal mestiere medievale di bottaio col rampicone. Ha lo stesso etimo del cognome Arpino.